# Анчутин, Константин Николаевич
Константин Николаевич Анчутин (1840—1911) — русский военный, генерал-лейтенант; педагог, директор Донского кадетского корпуса в 1891—1903 годах; участвовал в русско-турецкой войне 1877—1878 годов.

## Биография
Родился 27 апреля 1840 года. Брат П. Н. Анчутина.
Образование:
- Павловский кадетский корпус (1858),
- Михайловская артиллерийская академия (1860, по первому разряду).

Прохождение службы:
- репетитор 2-го кадетского корпуса, затем 1-го военного Павловского училища (1861—1869),
- штаб-офицер, заведующий учебным артиллерийским полигоном (1869—1877),
- помощник начальника осадной артиллерии действующей армии (1877—1878),
- числился по полевой легкой артиллерии без должности (1879—1881),
- инспектор классов Тифлисского кадетского корпуса (1882—1883),
- инспектор классов Петровского Полтавского кадетского корпуса (1883—1888),
- директор Полоцкого кадетского корпуса (1888—1891),
- директор Донского Императора Александра III кадетского корпуса (1891—1903),
- помощник главного начальника военно-учебных заведений (1903—1908).

В отставке находился с 23 февраля по 14 марта 1908 года, затем стал почетным опекуном Опекунского совета учреждений Императрицы Марии по Санкт-Петербургу (до смерти в 1911 году).
Умер в Санкт-Петербурге 30 сентября 1911 года. Был женат, в семье было трое детей: сыновья Константин и Пётр, дочь София.
Чины:
- прапорщик гвардии (30.06.1858),
- подпоручик гвардии (ст. 17.04.1862),
- поручик гвардии (ст. 17.04.1863),
- штабс-капитан гвардии (ст. 16.04.1867),
- капитан гвардии (ст. 30.08.1870),
- полковник гвардии (ст. 8.04.1873),
- генерал-майор (ст. 5.08.1888),
- генерал-лейтенант (ст. 24.02.1903).

Сын: поручик лейб-гвардии артиллерийской бригады Петр Константинович Анчутин (07.02.1883 — 30 января 1927), впоследствии полковник Белой армии, умершим в эмиграции в Париже. Его жена — актриса Сазонова-Шувалова, Любовь Николаевна.

## Награды
- Награждён орденами Св. Станислава 2-й степени (1876), Св. Владимира 3-й степени с мечами (1877), Св. Станислава 1-й степени (1893), Св. Анны 1-й степени (1897), знак отличия беспорочной службы «XL лет» (1901), Св. Владимира 2-й степени (1902) и другими наградами.
- В 1877 году, будучи помощником начальника осадной артиллерии действующей армии, за отличие в делах против турок награждён золотым оружием с надписью «За храбрость».[4]
- 17 марта 1903 года Высочайшим повелением генерал-лейтенант Анчутин навечно зачислен в списки Донского императора Александра III корпуса.